# Симчук, Константин Николаевич
Константи́н Никола́евич Симчу́к (укр. Константин Миколайович Симчук; род. 26 февраля 1974, Киев) — украинский хоккеист, вратарь. Мастер спорта Украины международного класса. Тренер.

## Карьера
Воспитанник киевского «Сокола». Играл в региональных лигах Северной Америки. В сезоне 2001/2002, будучи уже основным вратарём сборной Украины, подписал контракт с московским «Спартаком». Проведя один сезон в составе красно-белых, Константин надолго остался в Российской суперлиге выступая за такие команды как: «Салават Юлаев», «Сибирь», магнитогорский «Металлург», ХК МВД и ЦСКА. В сезоне 2007/2008 вернулся в «Спартак», в составе которого провёл, ещё один, полноценный сезон. Всего, в составе красно-белых Симчук провёл: 83 игры, пропустил 195 шайб и заработал 34 минуты штрафного времени.
После «Спартака» вернулся, на один сезон, в Новосибирск, а после вернулся в родной «Сокол», в составе которого выступал по сезон 2012/2013, после которого завершил профессиональную карьеру хоккеиста. Позже вошёл в тренерский штаб национальной сборной Украины.

## Достижения

### Командные
- Чемпион Украины: 1994, 1997
- Победитель Кубка Шпенглера: 2005